# Коростовец (Псковская область)
Коростовец — деревня в Новоржевском районе Псковской области России. Входит в состав Новоржевской волости.

## География
Деревня находится в центральной части Псковской области, в зоне хвойно-широколиственных лесов, при автодороге 58К-226, на расстоянии примерно 12 километров (по прямой) к востоку от города Новоржева, административного центра района.

### Климат
Климат характеризуется как умеренно континентальный, влажный. Среднегодовая температура воздуха — 4,6 °С. Средняя многолетняя температура самого холодного месяца (января) составляет −7,8 °С, средняя температура самого тёплого (июля) — +17,4°С. Продолжительность безморозного периода составляет около 135 дней. Среднегодовое количество осадков — 585 мм. Снежный покров держится в течение 110 дней.

### Часовой пояс
Деревня Коростовец, как и вся Псковская область, находится в часовой зоне МСК (московское время). Смещение применяемого времени относительно UTC составляет +3:00.

## Население
| 2001 | 2002 | 2010 |
| ---- | ---- | ---- |
| 14   | ↘11  | ↘6   |

Согласно результатам переписи 2002 года, в национальной структуре населения русские составляли 100 %.